# Büttikon
Büttikon é uma comuna da Suíça, no Cantão Argóvia, com cerca de 741 habitantes. Estende-se por uma área de 2,82 km², de densidade populacional de 263 hab/km². Confina com as seguintes comunas: Hilfikon, Sarmenstorf, Uezwil, Villmergen, Waltenschwil, Wohlen.
A língua oficial nesta comuna é o Alemão.